# Quentão
Quentão, însemnând "foarte fierbinte", este o băutură braziliană fierbinte, preparată din cachaça și câteva condimente. Este de obicei servită în timpul Festa Junina. 
Se întâmplă foarte des ca, în părțile sudice ale Braziliei, ingredientul principal, cachaça, să fie înlocuit cu vin roșu, datorită producției mari de vin în această regiune.

## Preparare
Ingrediente:
- o parte cachaça
- o parte apă
- zahăr după gust
- coaja de la două portocale și o limetă
- cuișoare, scorțișoară și ghimbir după gust

Instrucțiuni de preparare:
Zahărul este caramelizat alături de condimente, ghimbir și coji. Amestecul este apoi fiert cu apă timp de 10 minute. Se adaugă cachaça și se mai fierbe încă 5 minute.